# Sagitario (álbum)
Sagitario es el segundo álbum de la cantautora y compositora mexicana, Ana Gabriel, publicado el 10 de septiembre de 1986.
Con este disco logra su consolidación como cantautora[cita requerida], además de lograr su primera certificación, según la antigua página web oficial de Ana Gabriel tanto en México y América Latina, obtiene dos discos de oro en Colombia.
Participa como intérprete y compositora, por segunda vez, en el Festival OTI, ahora con la canción A tu lado alcanzando el 5° lugar.

## Lista de canciones
| N.º   | Título                                                                                                  | Escritor(es)                  | Duración |  |
| 1.    | «Mar y arena»                                                                                           | Ana Gabriel                   | 4:01     |  |
| 2.    | «Y Aquí Estoy»                                                                                          | Ana Gabriel                   | 3:46     |  |
| 3.    | «Eso No Basta (Con la Tema Musical del Noticiero Nacional de Prego Televisión - Colombia.) (1990-1993)» | Eduardo "Lalo" Rodríguez      | 3:40     |  |
| 4.    | «Tú y Yo (Dueto con José Alberto Fuentes)»                                                              | Alejandro Jaén, Manuel Benito | 3:37     |  |
| 5.    | «Qué Poco Hombre»                                                                                       | Omar Alfanno                  | 3:31     |  |
| 6.    | «Malvado»                                                                                               | Candelario Macedo             | 2:40     |  |
| 7.    | «Hasta Cuando (Até Cuando)»                                                                             | Katia-Rodolfo Tovar           | 3:26     |  |
| 8.    | «A Tu Lado»                                                                                             | Ana Gabriel                   | 3:20     |  |
| 9.    | «Llévame»                                                                                               | Eduardo "Lalo" Rodríguez      | 3:25     |  |
| 10.   | «Besos Prohibidos»                                                                                      | Eduardo "Lalo" Rodríguez      | 3:51     |  |
| 11.   | «Separados (Separate Lives)(Dueto con José Luis Duval)(Primera Version del LP)»                         | Stephen Bishop, Polo Guerrero | 3:41     |  |
| 35:17 | |                               |          |  |

## Personal
Arreglos: K.C. Porter
Mastering: Hernando Hernández
Director Artístico: Eduardo "Lalo" Rodríguez
Grabado y Mezclado por: Benny Faconne
Asistentes: Rodolfo Tobar, Mario Angulo
Con Músicos del S.U.T.M. en los estudios: CBS, México
Masterización: Bernie Grundman.